# Никола Арсеновић
Никола Арсеновић (1823 – 18. јул 1887) био је српски илустратор и дизајнер народне ношње. Постхумно је прозван „југословенским етнографом”. По занимању кројач, почео је да илуструје сељачку одећу путујући земљом. Већину његових радова набавио је Етнографски музеј у Београду.

## Биографија
Рођен је 1823. у Ретфали код Осијека на подручју Краљевине Славоније у саставу Аустријског царства.
Основну школу завршио је у Осијеку, а потом се одлучио за занат кројача. Као младић путовао је у Пешту и Беч, да усавршава занат, потом даље у Париз и Немачку. Након седам година се вратио у завичај и настанио у Вуковару, где се оженио и отворио велику кројачку радњу са осам радника. Осим сељачке (или „народне“) одеће, кројио је и за војне старешине, свештенство и грађане.
1868. покушао је да оснује уметничко-занатске школе у Великом Бечкереку, Руми и Иригу. Своју огромну колекцију сликаних народних ношњи 1873. нуди имућним људима у Бечу, Загребу и Београду. Његову збирку коначно је 1879. године откупило Министарство просвете у Београду за Народни музеј, које објављује неколико књига са његовим цртежима: Албум народне ношње, Атлас орнамената и Техноматски компендијум, који се данас налази у Етнографском музеју Београда. Његови цртежи народних ношњи постали су колекционарски предмети европских краљевских породица и могу се наћи раштркани у разним европским музејима. Акварел са македонском етничком одећом, направљен током његове посете Македонији око 1860. године, налази се у колекцији Музеја Викторије и Алберта.
1866. Никола одлази из Вуковара, остављајући жену и четворо деце, да путује у оне крајеве Аустроугарске који су били насељени Јужним Словенима. Можда је био инспирисан романтизмом, или растућим Илирским покретом, изданаком панславизма који је настојао да уједини Јужне Словене у једну земљу.
На позив самог кнеза Милана Обреновића, Арсеновић од 1879 – 1880. путује по недавно независној Кнежевини Србији, а посебно га плени најјужнија ношња. Врање, Ниш, Пирот, Гњилане све су уврштене у његову колекцију. У истом временском периоду истражује и Сарајево и Брод.
Преминуо је у Београду, 18. јула 1887. Сахрањен је на београдском Новом гробљу. Након проширења и реструктурирања гробља 1920-их и 1930-их, гроб Николе Арсеновића је изгубљен.
Никола Зега, некадашњи кустос Етнографског музеја у Београду, упоредио је Арсеновића са Вуком Караџићем; оно што је Вук био језику и нематеријалној култури Срба, то је био и Никола Арсеновић за српску материјалну текстилну баштину. Зега је 1923. написао:
“То што нам је Вук о народном оделу оставио, допунио је сликама Никола Арсеновић. Кад се слике Арсеновићеве упореде са описом Вуковим, наћи ће се поудуарности, наћи ће се многи аљетци, које Вук укратко описује, у сликама Арсеновићевим пошто су одела на свима Арсеновићевим сликама верно и марљиво израђена.”

## Дело
- Арсеновић, Никола (1930). Југословенска народна ношња. Етнографски музеј у Београду.